# Nikolai Grigóriev
Nikolai Dmítrievitx Grigóriev (en rus: Николай Дмитриевич Григорьев; Moscou, 14 d'agost de 1895 - Moscou, 10 de novembre de 1938) va ser un jugador d'escacs organitzador de torneigs d'escacs i compositor d'estudis de finals russo-soviètic. Hom el considera una autoritat en els finals de peons.

## Biografia
El seu pare era músic professional de l'Orquestra del Teatre Bolxoi, i li transmeté l'amor per les arts. Gaudia tocant el violí, i realitzava dibuixos de gran grandària. A més de la música i la pintura, estava interessat en les ciències, sobretot en matemàtiques i astronomia. Per això fins als catorze anys no s'interessa de debò pels escacs; el seu interès sorgí després del final de l'Escola Secundària el 1914 i el començament de l'estudi de física i matemàtiques a la Universitat de Moscou.
A l'edat relativament tardana de divuit anys, Grigóriev es va unir al Club d'Escacs de Moscou, i participà en el Torneig del Club de la ciutat de 1915. Allà, un dels seus oponents fou el futur campió mundial Aleksandr Alekhin, contra qui va perdre, i més tard hi mantingué relacions d'amistat. En la partida, Grigóriev va pecar de novell, desaprofitant una oportunitat de vèncer el futur Campió del Món. La partida fins i tot va ser publicada en el Butlletí d'Escacs de la ciutat, el Schachmatny Vestnik, propietat de la família d'Alekhin. Aquesta partida serviria posteriorment a Alekhin per a compondre la seva famosa "partida de les cinc dames".
El 1917, va ser reclutat per l'exèrcit imperial rus en la Primera Guerra Mundial i va ser enviat al front. Va ser ferit i va tornar greument malalt. La seva opinió política li va fer entaular una gran relació d'amistat amb Aleksandr Ilín-Zhenevski.
A principis d'octubre de 1937, Grigóriev va tornar d'un viatge a l'Extrem Orient i Sibèria, on va fer conferències i va jugar. L'NKVD el va arrestar al tren en el qual viatjava. Grigóriev era fràgil, i va perdre el coneixement immediatament després de l'ús de la força, i la seva gola va començar a sagnar constantment. Va sofrir diversos interrogatoris, la qual cosa va minvar la seva salut.
Una malaltia inesperada el va confinar al llit. Complicacions greus van requerir cirurgia immediata. Això el va portar a estar severament afeblit, i va morir finalment de càncer de pulmó.

## Resultats destacats en competició
Grigóriev va ser campió de Moscou en quatre ocasions: els anys 1921, 1922, i 1923-24, així com del Torneig Internacional de Leningrad el 1929, i del Torneig Nacional de Moscou el mateix any.
La seva carrera com a jugador es va estendre des de 1910 fins a 1929. Va disputar (tot i que va perdre) partides contra Aleksandr Alekhin (1915 i 1919) i Mikhaïl Botvínnik (1927), que més tard esdevindrien Campions del Món.
En el primer Campionat d'escacs de l'URSS (Moscou, del 4 al 24 d'octubre de 1920), hi va empatar als llocs 5è-7è (8 victòries, 6 derrotes i un empat), igualat amb Arvid Kubbel i Abram Rabinóvitx, malgrat dur a terme tasques organitzatives i fins i tot encarregar-se de les racions de menjar per als participants. Zhenevski, el seu llibre Memòries d'un Mestre soviètic, publicat el 1929, detalla com Grigóriev realitzà un esforç titànic en el desenvolupament del torneig, perquè per les condicions que hi havia, els participants van pensar més d'una ocasió a abandonar el torneig. El triomf final va ser per Alekhin.
Abans de la seva marxa de Rússia el 1921, Alekhin va jugar un matx a 7 partides contra Grigóriev, saldat en favor d'Alekhin amb 2 victòries i 5 empats. Analitzant el matx, Grigori Löwenfisch va dir: "En algunes de les partides, només l'enginy excepcional d'Alekhin li va permetre de salvar-se del desastre."
Grigóriev va competir també en diversos torneigs locals soviètics. Entre les seves victòries destaquen la del 3r Campionat de Sindicats de 1928 a Moscou, el Campionat de la Regió Central Industrial a Nijni Nóvgorod el mateix any, el Torneig Nacional de Kislovodsk també el 1928, i la victòria, juntament amb L. Grigóriev, en el Torneig Nacional de Rostov del Don també el 1928. El 1929 va obtenir la victòria, juntament amb Piotr Romanovski, al Torneig Internacional dels Treballadors celebrat a Leningrad.

## Altres activitats
Grigóriev va ser més conegut com a organitzador de torneigs d'escacs, periodista, pedagog, i estudiós dels finals.
El 1920, Grigóriev presideix el Club d'Escacs de Moscou, i lidera la secció d'Escacs de l'omnipotent Entrenament Militar Universal. Gràcies a aquesta organització, que treballa per a l'educació militar universal, va aconseguir mantenir l'Olimpíada de tota Rússia. A més, continua ensenyant a l'escola les matemàtiques.
El 1922, Iuri Steklov, l'editor cap d'un dels més populars diaris d'Odessa, l'"Izvestia", li ofereix l'oportunitat de participar en una columna d'escacs, en la qual va intervenir durant dotze anys. Va ser d'edició setmanal, i aconseguí evitar la falta de comunicació entre els entusiastes dels escacs des de llocs remots. Ocupant gairebé la quarta part d'una tira de periòdic, va parlar sobre els esdeveniments d'escacs al país i al món. Hi publicava partides, finals i composicions rellevants, i hi anunciava nous llibres, conferències i exposicions simultànies, donava consells per a principiants, etc.

### Compositor d'estudis de finals
Grigóriev va realitzar nombrosos estudis de finals, en consten uns 300 durant la seva carrera. És especialment destacable la seva contribució als finals de peons (amb només reis i peons al tauler) amb desequilibri material. El 1935, la revista francesa La Stratégie va organitzar un torneig per finals de peons de dos contra un, i Grigóriev es va endur deu dels dotze premis.

#### Exemple 1
|   | a | b | c | d | e | f | g | h |   |
| 8 | g8 blanques rei · a6 negres peó · b6 negres peó · h6 negres peó · h4 negres rei · d3 blanques peó · e3 blanques peó | g8 blanques rei · a6 negres peó · b6 negres peó · h6 negres peó · h4 negres rei · d3 blanques peó · e3 blanques peó | g8 blanques rei · a6 negres peó · b6 negres peó · h6 negres peó · h4 negres rei · d3 blanques peó · e3 blanques peó | g8 blanques rei · a6 negres peó · b6 negres peó · h6 negres peó · h4 negres rei · d3 blanques peó · e3 blanques peó | g8 blanques rei · a6 negres peó · b6 negres peó · h6 negres peó · h4 negres rei · d3 blanques peó · e3 blanques peó | g8 blanques rei · a6 negres peó · b6 negres peó · h6 negres peó · h4 negres rei · d3 blanques peó · e3 blanques peó | g8 blanques rei · a6 negres peó · b6 negres peó · h6 negres peó · h4 negres rei · d3 blanques peó · e3 blanques peó | g8 blanques rei · a6 negres peó · b6 negres peó · h6 negres peó · h4 negres rei · d3 blanques peó · e3 blanques peó | 8 |
| 7 | g8 blanques rei · a6 negres peó · b6 negres peó · h6 negres peó · h4 negres rei · d3 blanques peó · e3 blanques peó | g8 blanques rei · a6 negres peó · b6 negres peó · h6 negres peó · h4 negres rei · d3 blanques peó · e3 blanques peó | g8 blanques rei · a6 negres peó · b6 negres peó · h6 negres peó · h4 negres rei · d3 blanques peó · e3 blanques peó | g8 blanques rei · a6 negres peó · b6 negres peó · h6 negres peó · h4 negres rei · d3 blanques peó · e3 blanques peó | g8 blanques rei · a6 negres peó · b6 negres peó · h6 negres peó · h4 negres rei · d3 blanques peó · e3 blanques peó | g8 blanques rei · a6 negres peó · b6 negres peó · h6 negres peó · h4 negres rei · d3 blanques peó · e3 blanques peó | g8 blanques rei · a6 negres peó · b6 negres peó · h6 negres peó · h4 negres rei · d3 blanques peó · e3 blanques peó | g8 blanques rei · a6 negres peó · b6 negres peó · h6 negres peó · h4 negres rei · d3 blanques peó · e3 blanques peó | 7 |
| 6 | g8 blanques rei · a6 negres peó · b6 negres peó · h6 negres peó · h4 negres rei · d3 blanques peó · e3 blanques peó | g8 blanques rei · a6 negres peó · b6 negres peó · h6 negres peó · h4 negres rei · d3 blanques peó · e3 blanques peó | g8 blanques rei · a6 negres peó · b6 negres peó · h6 negres peó · h4 negres rei · d3 blanques peó · e3 blanques peó | g8 blanques rei · a6 negres peó · b6 negres peó · h6 negres peó · h4 negres rei · d3 blanques peó · e3 blanques peó | g8 blanques rei · a6 negres peó · b6 negres peó · h6 negres peó · h4 negres rei · d3 blanques peó · e3 blanques peó | g8 blanques rei · a6 negres peó · b6 negres peó · h6 negres peó · h4 negres rei · d3 blanques peó · e3 blanques peó | g8 blanques rei · a6 negres peó · b6 negres peó · h6 negres peó · h4 negres rei · d3 blanques peó · e3 blanques peó | g8 blanques rei · a6 negres peó · b6 negres peó · h6 negres peó · h4 negres rei · d3 blanques peó · e3 blanques peó | 6 |
| 5 | g8 blanques rei · a6 negres peó · b6 negres peó · h6 negres peó · h4 negres rei · d3 blanques peó · e3 blanques peó | g8 blanques rei · a6 negres peó · b6 negres peó · h6 negres peó · h4 negres rei · d3 blanques peó · e3 blanques peó | g8 blanques rei · a6 negres peó · b6 negres peó · h6 negres peó · h4 negres rei · d3 blanques peó · e3 blanques peó | g8 blanques rei · a6 negres peó · b6 negres peó · h6 negres peó · h4 negres rei · d3 blanques peó · e3 blanques peó | g8 blanques rei · a6 negres peó · b6 negres peó · h6 negres peó · h4 negres rei · d3 blanques peó · e3 blanques peó | g8 blanques rei · a6 negres peó · b6 negres peó · h6 negres peó · h4 negres rei · d3 blanques peó · e3 blanques peó | g8 blanques rei · a6 negres peó · b6 negres peó · h6 negres peó · h4 negres rei · d3 blanques peó · e3 blanques peó | g8 blanques rei · a6 negres peó · b6 negres peó · h6 negres peó · h4 negres rei · d3 blanques peó · e3 blanques peó | 5 |
| 4 | g8 blanques rei · a6 negres peó · b6 negres peó · h6 negres peó · h4 negres rei · d3 blanques peó · e3 blanques peó | g8 blanques rei · a6 negres peó · b6 negres peó · h6 negres peó · h4 negres rei · d3 blanques peó · e3 blanques peó | g8 blanques rei · a6 negres peó · b6 negres peó · h6 negres peó · h4 negres rei · d3 blanques peó · e3 blanques peó | g8 blanques rei · a6 negres peó · b6 negres peó · h6 negres peó · h4 negres rei · d3 blanques peó · e3 blanques peó | g8 blanques rei · a6 negres peó · b6 negres peó · h6 negres peó · h4 negres rei · d3 blanques peó · e3 blanques peó | g8 blanques rei · a6 negres peó · b6 negres peó · h6 negres peó · h4 negres rei · d3 blanques peó · e3 blanques peó | g8 blanques rei · a6 negres peó · b6 negres peó · h6 negres peó · h4 negres rei · d3 blanques peó · e3 blanques peó | g8 blanques rei · a6 negres peó · b6 negres peó · h6 negres peó · h4 negres rei · d3 blanques peó · e3 blanques peó | 4 |
| 3 | g8 blanques rei · a6 negres peó · b6 negres peó · h6 negres peó · h4 negres rei · d3 blanques peó · e3 blanques peó | g8 blanques rei · a6 negres peó · b6 negres peó · h6 negres peó · h4 negres rei · d3 blanques peó · e3 blanques peó | g8 blanques rei · a6 negres peó · b6 negres peó · h6 negres peó · h4 negres rei · d3 blanques peó · e3 blanques peó | g8 blanques rei · a6 negres peó · b6 negres peó · h6 negres peó · h4 negres rei · d3 blanques peó · e3 blanques peó | g8 blanques rei · a6 negres peó · b6 negres peó · h6 negres peó · h4 negres rei · d3 blanques peó · e3 blanques peó | g8 blanques rei · a6 negres peó · b6 negres peó · h6 negres peó · h4 negres rei · d3 blanques peó · e3 blanques peó | g8 blanques rei · a6 negres peó · b6 negres peó · h6 negres peó · h4 negres rei · d3 blanques peó · e3 blanques peó | g8 blanques rei · a6 negres peó · b6 negres peó · h6 negres peó · h4 negres rei · d3 blanques peó · e3 blanques peó | 3 |
| 2 | g8 blanques rei · a6 negres peó · b6 negres peó · h6 negres peó · h4 negres rei · d3 blanques peó · e3 blanques peó | g8 blanques rei · a6 negres peó · b6 negres peó · h6 negres peó · h4 negres rei · d3 blanques peó · e3 blanques peó | g8 blanques rei · a6 negres peó · b6 negres peó · h6 negres peó · h4 negres rei · d3 blanques peó · e3 blanques peó | g8 blanques rei · a6 negres peó · b6 negres peó · h6 negres peó · h4 negres rei · d3 blanques peó · e3 blanques peó | g8 blanques rei · a6 negres peó · b6 negres peó · h6 negres peó · h4 negres rei · d3 blanques peó · e3 blanques peó | g8 blanques rei · a6 negres peó · b6 negres peó · h6 negres peó · h4 negres rei · d3 blanques peó · e3 blanques peó | g8 blanques rei · a6 negres peó · b6 negres peó · h6 negres peó · h4 negres rei · d3 blanques peó · e3 blanques peó | g8 blanques rei · a6 negres peó · b6 negres peó · h6 negres peó · h4 negres rei · d3 blanques peó · e3 blanques peó | 2 |
| 1 | g8 blanques rei · a6 negres peó · b6 negres peó · h6 negres peó · h4 negres rei · d3 blanques peó · e3 blanques peó | g8 blanques rei · a6 negres peó · b6 negres peó · h6 negres peó · h4 negres rei · d3 blanques peó · e3 blanques peó | g8 blanques rei · a6 negres peó · b6 negres peó · h6 negres peó · h4 negres rei · d3 blanques peó · e3 blanques peó | g8 blanques rei · a6 negres peó · b6 negres peó · h6 negres peó · h4 negres rei · d3 blanques peó · e3 blanques peó | g8 blanques rei · a6 negres peó · b6 negres peó · h6 negres peó · h4 negres rei · d3 blanques peó · e3 blanques peó | g8 blanques rei · a6 negres peó · b6 negres peó · h6 negres peó · h4 negres rei · d3 blanques peó · e3 blanques peó | g8 blanques rei · a6 negres peó · b6 negres peó · h6 negres peó · h4 negres rei · d3 blanques peó · e3 blanques peó | g8 blanques rei · a6 negres peó · b6 negres peó · h6 negres peó · h4 negres rei · d3 blanques peó · e3 blanques peó | 1 |
|   | a | b | c | d | e | f | g | h |   |

Al Diagrama 1, les blanques continuen així:
1.d4 Rg5
2.Rf7 Rf5
3.d5 Re5
4.e4
Ara les negres poden triar entre quin dels seus tres peons promociona a dama, però perden en qualsevol cas.
4...a5
5.Re7 a4
6.d6 a3
7.d7 a2
8.d8=D a1=D
9.Dh8+ guanya la dama a causa de l'enfilada.
Si les negres coronen el peó-b, la dama a b1 seria capturada després de 9.Dd6+ Rxe4 10.Dg6+. Si les negres triessin d'obtenir la dama a h1, seria capturada després de 9.Dd6+ Rxe4 10.Dc6+.

#### Exemple 2
|   | a                                                                                                   | b                                                                                                   | c                                                                                                   | d                                                                                                   | e                                                                                                   | f                                                                                                   | g                                                                                                   | h                                                                                                   |   |
| 8 | a7 negres peó · d7 negres peó · a3 negres rei · f2 blanques peó · h2 blanques peó · h1 blanques rei | a7 negres peó · d7 negres peó · a3 negres rei · f2 blanques peó · h2 blanques peó · h1 blanques rei | a7 negres peó · d7 negres peó · a3 negres rei · f2 blanques peó · h2 blanques peó · h1 blanques rei | a7 negres peó · d7 negres peó · a3 negres rei · f2 blanques peó · h2 blanques peó · h1 blanques rei | a7 negres peó · d7 negres peó · a3 negres rei · f2 blanques peó · h2 blanques peó · h1 blanques rei | a7 negres peó · d7 negres peó · a3 negres rei · f2 blanques peó · h2 blanques peó · h1 blanques rei | a7 negres peó · d7 negres peó · a3 negres rei · f2 blanques peó · h2 blanques peó · h1 blanques rei | a7 negres peó · d7 negres peó · a3 negres rei · f2 blanques peó · h2 blanques peó · h1 blanques rei | 8 |
| 7 | a7 negres peó · d7 negres peó · a3 negres rei · f2 blanques peó · h2 blanques peó · h1 blanques rei | a7 negres peó · d7 negres peó · a3 negres rei · f2 blanques peó · h2 blanques peó · h1 blanques rei | a7 negres peó · d7 negres peó · a3 negres rei · f2 blanques peó · h2 blanques peó · h1 blanques rei | a7 negres peó · d7 negres peó · a3 negres rei · f2 blanques peó · h2 blanques peó · h1 blanques rei | a7 negres peó · d7 negres peó · a3 negres rei · f2 blanques peó · h2 blanques peó · h1 blanques rei | a7 negres peó · d7 negres peó · a3 negres rei · f2 blanques peó · h2 blanques peó · h1 blanques rei | a7 negres peó · d7 negres peó · a3 negres rei · f2 blanques peó · h2 blanques peó · h1 blanques rei | a7 negres peó · d7 negres peó · a3 negres rei · f2 blanques peó · h2 blanques peó · h1 blanques rei | 7 |
| 6 | a7 negres peó · d7 negres peó · a3 negres rei · f2 blanques peó · h2 blanques peó · h1 blanques rei | a7 negres peó · d7 negres peó · a3 negres rei · f2 blanques peó · h2 blanques peó · h1 blanques rei | a7 negres peó · d7 negres peó · a3 negres rei · f2 blanques peó · h2 blanques peó · h1 blanques rei | a7 negres peó · d7 negres peó · a3 negres rei · f2 blanques peó · h2 blanques peó · h1 blanques rei | a7 negres peó · d7 negres peó · a3 negres rei · f2 blanques peó · h2 blanques peó · h1 blanques rei | a7 negres peó · d7 negres peó · a3 negres rei · f2 blanques peó · h2 blanques peó · h1 blanques rei | a7 negres peó · d7 negres peó · a3 negres rei · f2 blanques peó · h2 blanques peó · h1 blanques rei | a7 negres peó · d7 negres peó · a3 negres rei · f2 blanques peó · h2 blanques peó · h1 blanques rei | 6 |
| 5 | a7 negres peó · d7 negres peó · a3 negres rei · f2 blanques peó · h2 blanques peó · h1 blanques rei | a7 negres peó · d7 negres peó · a3 negres rei · f2 blanques peó · h2 blanques peó · h1 blanques rei | a7 negres peó · d7 negres peó · a3 negres rei · f2 blanques peó · h2 blanques peó · h1 blanques rei | a7 negres peó · d7 negres peó · a3 negres rei · f2 blanques peó · h2 blanques peó · h1 blanques rei | a7 negres peó · d7 negres peó · a3 negres rei · f2 blanques peó · h2 blanques peó · h1 blanques rei | a7 negres peó · d7 negres peó · a3 negres rei · f2 blanques peó · h2 blanques peó · h1 blanques rei | a7 negres peó · d7 negres peó · a3 negres rei · f2 blanques peó · h2 blanques peó · h1 blanques rei | a7 negres peó · d7 negres peó · a3 negres rei · f2 blanques peó · h2 blanques peó · h1 blanques rei | 5 |
| 4 | a7 negres peó · d7 negres peó · a3 negres rei · f2 blanques peó · h2 blanques peó · h1 blanques rei | a7 negres peó · d7 negres peó · a3 negres rei · f2 blanques peó · h2 blanques peó · h1 blanques rei | a7 negres peó · d7 negres peó · a3 negres rei · f2 blanques peó · h2 blanques peó · h1 blanques rei | a7 negres peó · d7 negres peó · a3 negres rei · f2 blanques peó · h2 blanques peó · h1 blanques rei | a7 negres peó · d7 negres peó · a3 negres rei · f2 blanques peó · h2 blanques peó · h1 blanques rei | a7 negres peó · d7 negres peó · a3 negres rei · f2 blanques peó · h2 blanques peó · h1 blanques rei | a7 negres peó · d7 negres peó · a3 negres rei · f2 blanques peó · h2 blanques peó · h1 blanques rei | a7 negres peó · d7 negres peó · a3 negres rei · f2 blanques peó · h2 blanques peó · h1 blanques rei | 4 |
| 3 | a7 negres peó · d7 negres peó · a3 negres rei · f2 blanques peó · h2 blanques peó · h1 blanques rei | a7 negres peó · d7 negres peó · a3 negres rei · f2 blanques peó · h2 blanques peó · h1 blanques rei | a7 negres peó · d7 negres peó · a3 negres rei · f2 blanques peó · h2 blanques peó · h1 blanques rei | a7 negres peó · d7 negres peó · a3 negres rei · f2 blanques peó · h2 blanques peó · h1 blanques rei | a7 negres peó · d7 negres peó · a3 negres rei · f2 blanques peó · h2 blanques peó · h1 blanques rei | a7 negres peó · d7 negres peó · a3 negres rei · f2 blanques peó · h2 blanques peó · h1 blanques rei | a7 negres peó · d7 negres peó · a3 negres rei · f2 blanques peó · h2 blanques peó · h1 blanques rei | a7 negres peó · d7 negres peó · a3 negres rei · f2 blanques peó · h2 blanques peó · h1 blanques rei | 3 |
| 2 | a7 negres peó · d7 negres peó · a3 negres rei · f2 blanques peó · h2 blanques peó · h1 blanques rei | a7 negres peó · d7 negres peó · a3 negres rei · f2 blanques peó · h2 blanques peó · h1 blanques rei | a7 negres peó · d7 negres peó · a3 negres rei · f2 blanques peó · h2 blanques peó · h1 blanques rei | a7 negres peó · d7 negres peó · a3 negres rei · f2 blanques peó · h2 blanques peó · h1 blanques rei | a7 negres peó · d7 negres peó · a3 negres rei · f2 blanques peó · h2 blanques peó · h1 blanques rei | a7 negres peó · d7 negres peó · a3 negres rei · f2 blanques peó · h2 blanques peó · h1 blanques rei | a7 negres peó · d7 negres peó · a3 negres rei · f2 blanques peó · h2 blanques peó · h1 blanques rei | a7 negres peó · d7 negres peó · a3 negres rei · f2 blanques peó · h2 blanques peó · h1 blanques rei | 2 |
| 1 | a7 negres peó · d7 negres peó · a3 negres rei · f2 blanques peó · h2 blanques peó · h1 blanques rei | a7 negres peó · d7 negres peó · a3 negres rei · f2 blanques peó · h2 blanques peó · h1 blanques rei | a7 negres peó · d7 negres peó · a3 negres rei · f2 blanques peó · h2 blanques peó · h1 blanques rei | a7 negres peó · d7 negres peó · a3 negres rei · f2 blanques peó · h2 blanques peó · h1 blanques rei | a7 negres peó · d7 negres peó · a3 negres rei · f2 blanques peó · h2 blanques peó · h1 blanques rei | a7 negres peó · d7 negres peó · a3 negres rei · f2 blanques peó · h2 blanques peó · h1 blanques rei | a7 negres peó · d7 negres peó · a3 negres rei · f2 blanques peó · h2 blanques peó · h1 blanques rei | a7 negres peó · d7 negres peó · a3 negres rei · f2 blanques peó · h2 blanques peó · h1 blanques rei | 1 |
|   | a                                                                                                   | b                                                                                                   | c                                                                                                   | d                                                                                                   | e                                                                                                   | f                                                                                                   | g                                                                                                   | h                                                                                                   |   |

Al Diagrama 2, les blanques guanyen la cursa de peons mercès a una bonica maniobra repetitiva:
1.f4
Amenaça de promocionar al cinquè moviment, amb escac, després de la qual cosa la dama podria aturar el peó de les negres si avança a d2. La millor defensa de les negres és mirar d'aturar el peó blanc amb el rei.
1...Rb4
2.h4 d5
El rei negre no pot arribar al peó-h, de manera que les negres han de contraatacar avançant el seu peó-d. Ara si les blanques juguessin 3.h5, les negres coronarien a d1 amb escac. Per tant...
3.f5 Rc5
4.h5 d4
I l'esquema es repeteix altre cop:
5.f6 Rd6
6.h6 d3
7.f7 Re7
8.h7 d2
I ara, finalment, les blanques apliquen el coup de grace:
9. f8=D+ Rxf8
10. h8=D+ Re7
11. Dd4 i les blanques guanyen.